# Tervalahti
Tervalahti är en cirka 4 kilometer lång vik i sjön Näsijärvi i stadsdelen Kämmenniemi i Tammerfors. I Tervalahti finns sidoviken Uskalinlahti.